# Isabel de Luxemburgo (1247-1298)
Isabel de Luxemburgo (1247–1298) fue condesa consorte de Flandes y marquesa consorte de Namur por su matrimonio con Guido de Dampierre.

## Vida
Era hija  de Enrique V de Luxemburgo y Margarita de Bar. Isabel era miembro de la Casa de Luxemburgo y la tercera de siete hijos. 

### Matrimonio
En marzo de 1265, Isabel se casó con Guido de Dampierre. Su matrimonio estuvo determinado por acontecimientos que ocurrieron muchos años antes de su nacimiento. De hecho, alrededor de 1165, su bisabuelo Enrique IV el Ciego, Conde de Namur y Luxemburgo, no tuvo hijos de su primer matrimonio y nombró a su cuñado Balduino IV de Henao como sucesor. Balduino murió en 1171, y Enrique confirmó a su sobrino Balduino V de Henao. Pero en un intento más de tener hijos, Enrique se casó con Agnes de Gelderland, que le dio una hija, Ermesinda lo que rompió la promesa hecha a Balduino. Esto llevaría al estallido de una guerra, con el resultado que Balduino sería designado heredero de Namur.
El padre de Isabel reclamaba sus derechos a Namur, al ser hijo de Ermesinda, pero fracasó en sus pretensiones, por lo que decidió firmar la paz con Guido sobre Namur. Isabel se convirtió en la segunda esposa de Guido; su primera mujer, Matilda, con la que tuvo ocho hijos había muerto un año antes.
Guido arregló un matrimonio entre su hija Felipa y Eduardo, Príncipe de Gales. Sin embargo, Felipe IV de Francia encarceló a Guido y dos de sus hijos, le forzó a suspender el matrimonio, y encarceló a Felipa en París hasta su muerte en 1306. Guido fue convocado ante el rey otra vez en 1296, y las principales ciudades de Flandes fueron puestas bajo protección real hasta que Guido pago una indemnización y entregó sus territorios, para recibirlos por gracia del rey.
Isabel murió en septiembre de 1298, y su marido seis años más tarde, en 1304.

## Descendencia
Guy e Isabel tuvieron:
- Beatriz (d. 1307), casada c. 1287 con Hugo II de Châtillon.[3]
- Margarita (d. 1331), casada (1) el 14 de noviembre de 1282 en Roxburgh con Alejandro de Escocia (hijo de Alejandro III de Escocia),[4] y casada(2) el 3 de julio de 1286 en Namur con Reinaldo I de Güeldres.
- Isabel (d. 1323), casada en 1307 con Jean de Fiennes, Señor de Tingry y Chatelain de Bourbourg. Madre de Roberto de Fiennes, Condestable de Francia.
- Felipa (d. 1306, París)
- Juan I, Marqués de Namur (1267–1330)
- Guido de Namur (d. 1311), Señor de Ronse, en algún momento Conde de Zelanda
- Enrique (d. 6 de noviembre de 1337), Conde de Lodi, casado en 1309 con Margarita de Cleves
- Juana (d. 1296), monja en la abadía de Flines